# Ано Пондоливадо
Пондоливадо (на гръцки: Ποντολίβαδο, на катаревуса: Ποντολείβαδον, до 1926 година Δομασλή, Домасли) е село в Гърция, дем Места (Нестос), административна област Източна Македония и Тракия. 

## География
Разположено е на около 18 km източно от Кавала, на надморска височина от 150 m. Старото село Домашли е на няколко километра на север в Урвил.

## История

### В Османската империя
В XIX век е село в Саръшабанска каза на Османската империя. На австро-унгарската военна карта е отбелязано като Домачли (Domačli). Съгласно статистиката на Васил Кънчов („Македония. Етнография и статистика“) към 1900 година Домошли е турско селище и в него живеят 360 турци.
Според гръцка статистика към 1911 година селото е изцяло мюсюлманско с 330 жители мюсюлмани.

### В Гърция
В 1913 година селото попада в Гърция след Междусъюзническата война. Според статистика от 1913 година има население от 335 души. Селото е споменато като самостоятелно селище в 1924 година. През 20-те години на XX век турското му население се изселва по споразумението за обмен на население между Гърция и Турция след Лозанския мир и на негово място са заселени гърци бежанци, които в 1928 година са 24 семейства с 82 души, като селището е изцяло бежанско.
Българска статистика от 1941 година показва 272 жители.
Населението традиционно се занимава с тютюнопроизводство. Населението намалява поради изселване в новооснованото на юг село Пондоливадо.
Става част от тогавашния дем Саръшабан по закона Каподистрияс от 1997 година. С въвеждането на закона Каликратис, Пондоливадо става част от дем Места.
Според преброяването от 2001 година има 138 жители, а според преброяването от 2011 година има 120 жители.
| Година    | 1913 | 1920 | 1928 | 1940 | 1951 | 1961 | 1971 | 1981 | 1991 | 2001 | 2011 | 2021 |
| --------- | ---- | ---- | ---- | ---- | ---- | ---- | ---- | ---- | ---- | ---- | ---- | ---- |
| Население | 335  | 318  | 135  | 346  | 220  | 348  | 195  | 188  | 162  | 138  | 120  | 47   |